# Motorrad & Reisen
Die Zeitschrift Motorrad & Reisen ist eine seit 2017 zweimonatliche Publikumszeitschrift für Motorradfahrer. Sie erscheint im gleichnamigen Motorrad & Reisen Verlag GmbH.
Als Vorgänger gilt laut Zeitschriftendatenbank die Zeitschrift MotoRoute-Magazin.
Die Zeitschrift Motorrad & Reisen beinhaltet auf 100 oder mehr Seiten inklusive Touren – und Reisebeschreibungen, auch Angebote für Unterhaltung und Lifestyle, detaillierte Streckenbeschreibungen (Roadbooks), Empfehlungen/Tests zu Motorradbekleidung, -reifen und -zubehör.
Der Seitenumfang erhöht sich 2010 auf 84 bis 100 Seiten. Der Titel trat dem IVW (IVW-Nr.: 2230701010) bei. 2012 war Motorrad & Reisen laut Angaben des Chefredakteurs Frank Klose mit einer Auflage von über 100.000 Exemplaren das drittgrößte Motorradmagazin Deutschlands. Motorrad & Reisen änderte ab der Ausgabe 1/2013 die Erscheinungsweise auf monatlich. Zusätzlich bietet Motorrad & Reisen seit der Umstellung auf monatliche Erscheinungsweise im Jahr 2013 ein Abonnement ausschließlich als e-Paper an. Im November 2014 wurden Leserreporter zur Einsendung ihrer Beiträge aufgefordert, die bei Abdruck mit Merchandising-Produkten von Motorrad & Reisen in Form von Bekleidung vergütet werden sollten. Mitte Mai 2015 verstarb Chefredakteur und Firmenmitgründer Frank Klose. Die Motorrad-&-Reisen-Redaktion mit dem Geschäftsführer Alexander Klose entschied sich den Titel weiterzuführen, jedoch wurde die Erscheinungsweise ab der Ausgabe 3/2015 wieder auf zweimonatlich reduziert, der Umfang stieg dafür regelmäßig auf 132 Seiten. Von 2016 bis Ende 2018 erschien zu den Ausgaben 75 bis 89 auch eine Kompaktausgabe, Motorrad & Reisen. Kompakt.